# Felix a Adauctus
Svatí Felix a Adauctus (v archaické češtině též Šťastný a Zbožný či Šťastný a Přibík) byli mučedníci, kteří žili pravděpodobně za vlády císařů Diocletiana a Maximiana.
Dílo Acts, první publikované Adonovo martyrologium (seznam světců) uvádí, že byl Felix římským knězem a bratrem jiného kněze. Nechtěl obětovat bohům Serapisovi, Merkurovi a Dianě a za to byl předveden před prefekta Draca. Když se modlil, spadly pohanské modly na zem a rozbily se. Prefekt jej odsoudil k smrti. Poté se k němu přidal také křesťan Adauctus, a stal se mučedníkem společně s ním. Tyto události však nejsou historicky ověřené, protože informace o prefektu Dracovi nejsou k dispozici.
Jsou uctíváni již velmi dlouho; jejich jména jsou uvedena v sakramentáři sv. Řehoře I. Velikého a ve starověkých martyrologiích.
Jejich svátek se slaví 30. srpna.